# وريد رأسي
الوريد الرأسي أو وريد أمام المرفق أو القيفال هو وريد سطحي للطرف العلوي.
يتصل الوريد الرأسي مع الوريد البازلي عبر الوريد المرفقي الناصف في المرفق، ويقع الوريد في اللفافة السطحية على طول السطح الأمامي الوحشي لعضلة ذات الرأسين العضدية.
يعبر الوريد الرأسي في الأعلى بين العضلة الدالية، والعضلة الصدرية الكبيرة في (الثلم الدالي الصدري) وخلال المثلث الدالي الصدري، حيث يقوم بنقل الدم إلى الوريد الإبطي.
يمكن رؤية الوريد الرأسي من خلال الجلد، وبما أنّ موقعه في الثلم الدالي الصدري ثابت تقريبًا، فإن هذا الموقع يعتبر مرشّح جيد للدخول الوريدي. كذلك فإنّ اتجاهات الناظمة القلبية الاصطناعية توضع عادةً في الوريد الرأسي في الثلم الدالي الصدري. يمكن استخدام الوريد الرأسي أيضًا في العلاجات الوريدية، وذلك لسهولة ادخال القنية كبيرة التجويف.

## سبب اللفظ
معنى (Cephalic) بالأصل يرجع إلى تشريح الرأس. لكن عندما تمت ترجمة كتاب القانون في الطب لابن سينا العالم المسلم إلى لاتينية القرون الوسطى، فإن كلمة (Cephalic) اختيرت بشكل خاطيء لتمثل الكلمة العربية الرأس والتي تعني «الخارجي».

## صور إضافية

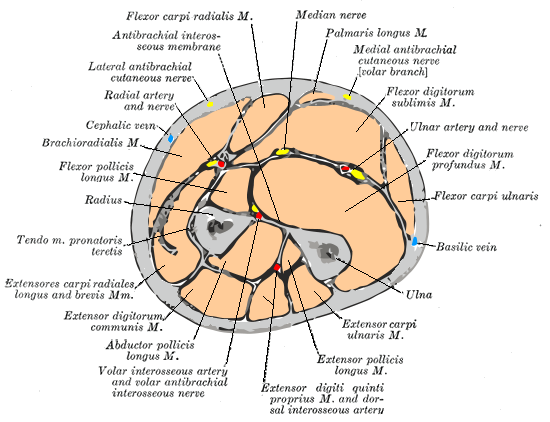
مقطع عرضي في منتصف الذراع العلوية.
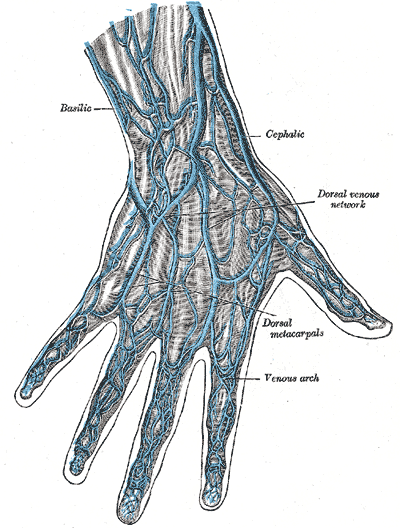
أوردة ظاهر اليد.
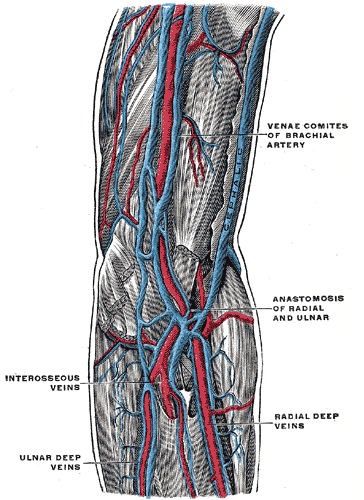
أوردة الطرف العلوي
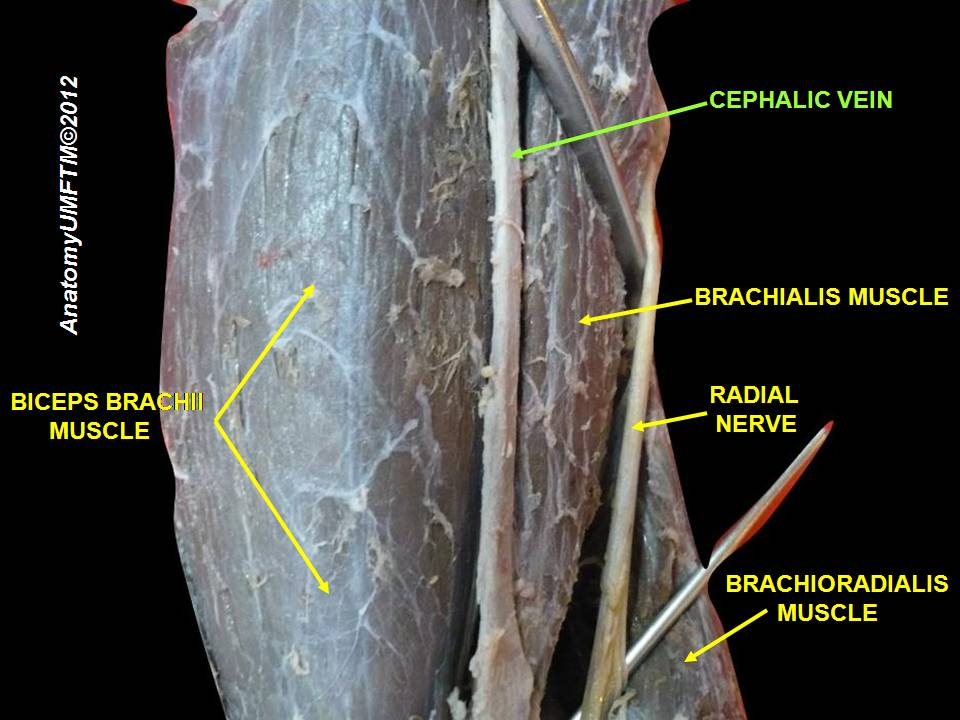
الوريد الرأسي
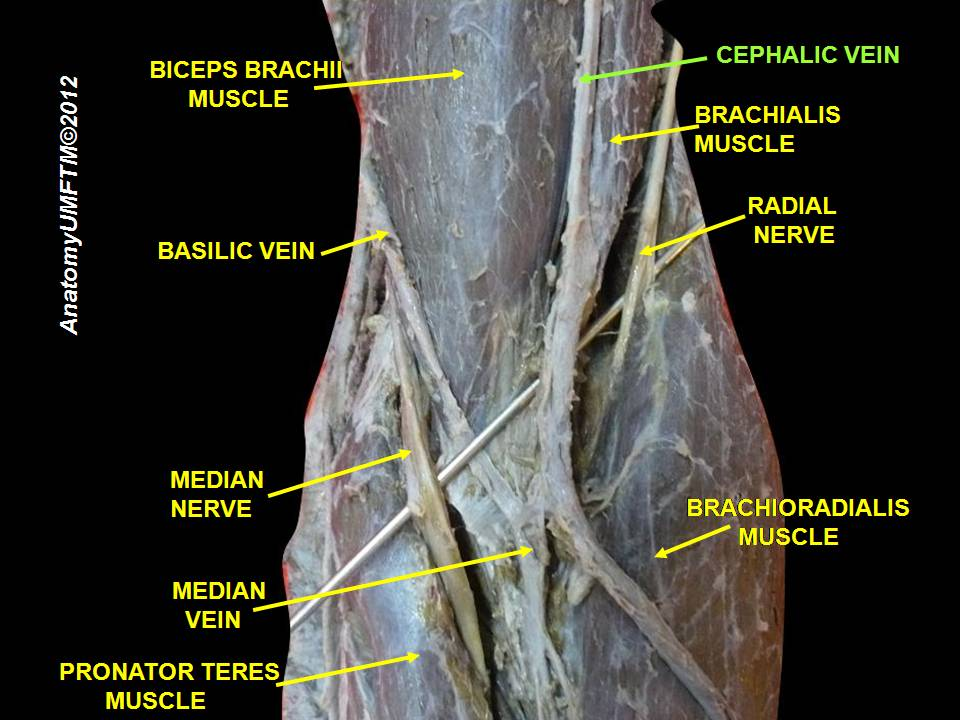
الوريد الرأسي

## وصلات خارجية
- صور تشريحية:07:st-0702 في مركز داونستيت الطبي التابع لجامعة نيويورك
- أشعة صني UpperLimb:18VenoFo